# Alexandre Malempré
Jules Alexandre „Alex“ Malempré (* 19. Oktober 1939 in Lüttich; † 17. Mai 2020 in Karben) war ein belgisch-deutscher Trompeter. Er spielte annähernd vier Jahrzehnte lang in renommierten Orchestern, war aber auch ein viel beschäftigter Studiomusiker.

## Leben
Alexandre Malempré kam 1939 in der Großstadt Lüttich im Nordosten der wallonischen Region zur Welt und entstammt einer sehr musikalischen Familie. So begann er schon im Alter von sechs Jahren, das Trompetenspiel zu erlernen. An der Musikhochschule seiner Heimatstadt studierte er später Trompete und Kammermusik und konnte beide Fächer mit Auszeichnung abschließen. Im Jahr 1964 zog er nach Deutschland und lebte dort zuletzt mit seiner Ehefrau Sigrid in der hessischen Stadt Karben, wo er 2020 im Alter von 80 Jahren verstarb.

## Wirken
Sein erstes Engagement erhielt Malempré 1963 im Tanzorchester von Kurt Henkels. Zwischen 1965 und August 1967 war er dann Solotrompeter in der SFB Big Band und danach spielte er bis Februar 1972 bei Max Greger. In jenem Jahr begleitete er den Bandleader und Arrangeur James Last auf dessen vierwöchiger Konzerttournee durch die Sowjetunion. Anschließend spielte er bis Januar 1974 für den Saarländischen Rundfunk. Es folgten zwei Jahre im Orchester von Hugo Strasser, ehe er sich 1976 der hr-Bigband anschloss, für die er – lange Zeit an der Seite von Conny Jackel – bis zu seinem Eintritt in den Ruhestand im Dezember 2002 tätig war. Malempré gab auch Workshops für Nachwuchsmusiker. Er galt insbesondere als Spezialist für die höchsten Noten und hatte während seiner Zeit mit der hr-Bigband auch einen Auftritt mit dem in dieser Hinsicht ähnlich talentierten Kanadier Maynard Ferguson.
Unter eigenem Namen legte Malempré Alben wie Romantic Trumpet, Die goldene Eurovisionstrompete oder Golden Trumpet Dreams, aber auch mehrere Singles vor. Er ist auch auf Alben mit Max Greger, Georg Crostewitz und Dieter Reith zu hören. Weiterhin verfasste und veröffentlichte er Übungsmaterial (Der Hoo-Effekt für Trompete).

## „Trompeterkrieg“
Größere Bekanntheit erlangte Malempré ab 1999 durch den sogenannten „Trompeterkrieg“ – eine juristische Auseinandersetzung mit dem volkstümlichen Musiker Stefan Mross um die Rechte an Malemprés Einspielungen für Studioaufnahmen. Im Rahmen einer gerichtlich angeordneten fachwissenschaftlichen Begutachtung mussten beide Musiker die streitgegenständlichen Titel im Sommer 2000 vor Max Sommerhalder einspielen, dessen Beurteilung zu Gunsten Malemprés ausfiel. Letztlich versöhnten sich beide Parteien: Sie traten im November 2005 gemeinsam in der ARD-Show „Adventsfest der Volksmusik“ auf und einigten sich schließlich im Juni 2006 außergerichtlich.